# 栄光の名馬たち
『栄光の名馬たち』（えいこうのめいばたち）は、グリーンチャンネルで放送されている競馬のテレビ番組である。

## 概要
中央競馬のGI・JpnI・J・GI競走に優勝した、あるいはそれに準ずる実績を挙げた競走馬を1頭取り上げ、その馬のデビューレースからラストランまでのレース映像を1時間の放送枠に収まる限りノーカットで放映する。
海外出走歴のある馬の場合、2018年以前の放送では海外レースの映像も含めていたが、2019年以降の放送では再放送分も含めて海外分をカットして再編集されている。また、併せて当時のレース開催日の表記が和暦から西暦に変更された。再編集された場合、以下に記載する原則には適合しないケースがある。
原則として、オープニングでは主な勝利レースの実況音声入りのゴール前映像や2代血統表、主な勝利レース名、デビュー戦とラストランのレース名・距離・着順・タイム・騎手などが表示され、エンディングではスクロールで全競走成績(日付・場名・レース名・距離・人気・着順)が流れる。当該馬の出走したあるレースの映像をカットせずに流す場合、スタート後に10秒間程度、画面上部にレース名、画面下部に当該馬の馬番・騎手・着順を表示し、ゴール後に3着までの成績と払戻金が表示する。加えて、重賞レースでは冒頭に全出走馬名と上位5頭の人気順も表示される。ラストランで競走中止→予後不良となった馬については、レーススタート直後までで映像を終了させる配慮をしている場合もある。
出走回数の多かった馬は放送時間枠に収めるため、当該馬の一部のレースについては、映像は流さず字幕での成績表示のみとしたり、レース途中からやゴール前の映像のみを流す。しかし、デビュー戦とラストランの映像については結果に関係なくノーカットで流す。逆に生涯の出走回数が少なく放送時間枠が埋まらないケースは、GIレースにおいての本馬場入場や勝利した場合のジョッキーインタビュー、また引退式の映像が盛り込まれることがある。同様に、番組終了後に時間調整のためのフィラーを挿入したり、複数頭分をまとめることで放送時間枠を埋めることもある。また、基本的に障害競走を主戦場としていた馬は、たとえJ・GIを優勝していても対象とはならなかったが、例外としてオジュウチョウサンは対象となった。
番組は『栄光の名馬たち』と『栄光の名馬たちセレクション』の2つに大別される。
- 『栄光の名馬たち』は毎月1本制作される新作であり、主に直前に引退した馬を取り上げる。基本的に有料放送の時間帯(レーシングネット)に放送。
- 『栄光の名馬たちセレクション』は過去に放送された作品の再放送であり、主にその週の週末に行われる重賞競走にゆかりのある馬を取り上げる。また、取り上げられた馬自身やその父馬・母馬などが死亡した場合などに、番組を差し替えて臨時に放送される場合もある[注 5]。2020年までは無料放送の時間帯(アグリネット)に放送されていたが、2021年よりアニメ『みどりのマキバオー』が放送開始されるのに伴い、有料放送に切り替わった。また、『みどりのマキバオー』が放送を終了した後、今度は畜産関係でもある『銀の匙』や『群青のファンファーレ』を放送してから『アニメ枠』も終了したが、2024年現在でも有料放送は引き続き実施されている。

本放送、セレクションともに年末年始の放送はない。（セレクションに関してはセレクトセールなどのセール時期にも放送されない場合がある）
1994年10月2日に放送を開始した。1995年までは毎週1本の制作であったが、1996年のナリタタイシンからは毎月1本の制作となっている。レジネッタからHD制作を開始したが、2007年ごろより前のレース映像はSD収録のため、それ以前の馬やレースはアップコンバートの上で左右に緑色のピラーボックスが付加されている。
また、馬によっては「ジャパンカップダート」→「チャンピオンズカップ」のように競馬場やレース名称が変更される前後のレースもある。
2024年は、JRA創立70周年記念としてGIレースが行われる週の水曜日（木曜日に再放送）にメモリアルホースのファン投票で各レースのメモリアルヒーローに選ばれた競走馬を紹介した。
○…有、×…無
| GIレース                         | メモリアルヒーロー | 放送 |
| -------------------------------- | ------------------ | ---- |
| フェブラリーステークス           | コパノリッキー     | ○    |
| 高松宮記念                       | ロードカナロア     | ○    |
| 大阪杯                           | キタサンブラック   | ○    |
| 桜花賞                           | ダイワスカーレット | ○    |
| 皐月賞                           | ドゥラメンテ       | ○    |
| 天皇賞（春）                     | ライスシャワー     | ○    |
| NHKマイルカップ                  | キングカメハメハ   | ○    |
| ヴィクトリアマイル               | ウオッカ           | ○    |
| 優駿牝馬（オークス）             | エアグルーヴ       | ○    |
| 東京優駿（日本ダービー）         | ディープインパクト | ○    |
| 安田記念                         | タイキシャトル     | ○    |
| 宝塚記念                         | サイレンススズカ   | ○    |
| スプリンターズステークス         | サクラバクシンオー | ○    |
| 秋華賞                           | アカイトリノムスメ | ×    |
| 菊花賞                           | キセキ             | ×    |
| 天皇賞（秋）                     | エイシンフラッシュ | ○    |
| エリザベス女王杯                 | ラッキーライラック | ○    |
| マイルチャンピオンシップ         | グランアレグリア   | ○    |
| ジャパンカップ                   | アーモンドアイ     | ×    |
| チャンピオンズカップ             | クロフネ           | ×    |
| 阪神ジュベナイルフィリーズ       | ブエナビスタ       | ×    |
| 朝日杯フューチュリティステークス | サリオス           | ○    |
| 有馬記念                         | オルフェーヴル     | ○    |
| ホープフルステークス             | コントレイル       | ○    |

## 現在の放送時間
2021年1月現在。スケジュールの都合により変更されることがある。
栄光の名馬たち
日曜日 21:00-22:00

栄光の名馬たちセレクション
セレクション1 月曜日14:00-15:00 木曜日12:00-13:00（再放送）
セレクション2 火曜日14:00-15:00 木曜日13:00-14:00（再放送）
セレクション3 水曜日14:00-15:00 木曜日14:00-15:00（再放送）

## 過去の放送時間
栄光の名馬たちセレクション
セレクション1 月曜日12:30-13:30 木曜日11:30-12:30（再放送）
セレクション2 火曜日12:30-13:30 木曜日12:30-13:30（再放送）
セレクション3 水曜日12:30-13:30 木曜日13:30-14:30（再放送）

### 栄光の名馬たちビュアーズセレクト
通常の放送枠とは別に毎週1回放送されていた特別枠。視聴者からのリクエストで過去に放送された作品を放送。現在もリクエストは募集中だが、ビュアーズセレクトは放送されていない。

## 放送リスト
※一部の回はグリーンチャンネルWebにおけるライブラリ動画で配信されている。なお、ライブラリ動画では複数頭分が1回にまとめられている回も1頭ずつに分割されて配信される。
1. メジロライアン
2. ミホノブルボン
3. オグリキャップ
4. ヤマニンゼファー
5. メジロマックイーン
6. タレンティドガール
7. ダイタクヘリオス
8. シンコウラブリイ
9. ゴールドシチー
10. メリーナイス
11. ニシノフラワー
12. ダイナガリバー
13. ダイユウサク
14. タマモクロス
15. フレッシュボイス
16. サクラホクトオー
17. パッシングショット
18. ハクタイセイ
19. アイネスフウジン
20. クシロキング
21. ダイイチルビー
22. サクラチヨノオー
23. スダホーク
24. イソノルーブル
25. ドクタースパート
26. サクラユタカオー
27. シスタートウショウ
28. ミホシンザン
29. イナリワン
30. レオダーバン
31. イブキマイカグラ
32. バンブーメモリー
33. コスモドリーム
34. シリウスシンボリ
35. オサイチジョージ
36. プレクラスニー
37. ニッポーテイオー
38. タカラスチール
39. ダイナコスモス
40. ベガ
41. メジロデュレン
42. レッツゴーターキン
43. ウィナーズサークル
44. ライスシャワー
45. シャダイカグラ
46. サッカーボーイ
47. タケノベルベット
48. ウイニングチケット
49. ギャロップダイナ
50. ビワハヤヒデ
51. ノースフライト
52. スズパレード
53. スーパークリーク
54. マックスビューティ
55. バンブービギン
56. ヤエノムテキ
57. サクラスターオー
58. メジロラモーヌ
59. ニホンピロウイナー
60. シンボリルドルフ
61. ミスターシービー
62. フジキセキ&リンドシェーバー
63. サクラバクシンオー
64. トウカイテイオー
65. メジロパーマー
66. ナリタタイシン
67. エルプス
68. サクラチトセオー
69. ラッキーゲラン
70. トウカイローマン
71. カリブソング
72. イクノディクタス
73. ホクトヘリオス
74. ダイナアクトレス
75. ヒシマサル
76. マチカネタンホイザ
77. レガシーワールド
78. タヤスツヨシ
79. ナリタブライアン
80. ダンスインザダーク
81. ナイスネイチャ
82. チョウカイキャロル
83. トロットサンダー
84. ホクトベガ
85. ヒシアマゾン
86. ネーハイシーザー
87. サクラキャンドル
88. ダンツシアトル
89. セキテイリュウオー
90. マーベラスクラウン
91. フジヤマケンザン
92. サクラローレル
93. マヤノトップガン
94. ジェニュイン
95. フラワーパーク
96. バブルガムフェロー
97. サニーブライアン
98. マーベラスサンデー
99. ダイナフェアリー
100. ステージチャンプ
101. ダンスパートナー
102. タイキブリザード
103. イシノサンデー
104. サイレンススズカ
105. タイキシャトル
106. エアグルーヴ
107. エリモシック
108. グルメフロンティア
109. オフサイドトラップ
110. ヒシアケボノ
111. ライトカラー
112. アドラーブル&リンデンリリー
113. エルウェーウィン
114. キョウエイタップ
115. ヤマニンパラダイス
116. エルコンドルパサー
117. スペシャルウィーク
118. メジロドーベル
119. ファイトガリバー
000&ワンダーパヒューム
120. エイシンサニー
121. エアジハード
122. エリモエクセル
123. シーキングザパール
124. スエヒロジョウオー&ビワハイジ
125. アグネスフローラ&アラホウトク
126. サンドピアリス
127. シルクジャスティス
128. グラスワンダー
129. シンコウウインディ
130. キングヘイロー
131. キョウエイマーチ
132. フサイチコンコルド&アドマイヤベガ
133. カミノクレッセ
134. アグネスワールド
135. メジロブライト
136. マチカネフクキタル
137. セイウンスカイ
138. ファレノプシス
139. ブラックホーク
140. ファストフレンド
141. テイエムオペラオー
142. ステイゴールド
143. チアズグレイス&プリモディーネ
144. アグネスタキオン&クロフネ
145. メイショウドトウ
146. ブロードアピール
147. ウイングアロー
148. ダイタクヤマト
149. スティンガー
150. トゥザヴィクトリー
151. マイネルラヴ
152. タニノギムレット
153. マンハッタンカフェ
154. ナリタトップロード
155. エアシャカール
156. ジャングルポケット
157. アドマイヤコジーン
158. タイキフォーチュン
000&シンボリインディ
159. ヤマカツスズラン
160. トロットスター
161. ティコティコタック
162. ゼンノエルシド
163. トウカイポイント
164. アグネスフライト
165. ゴールドアリュール
166. ショウナンカンプ
167. シンボリクリスエス
168. レディパステル
169. ダンツフレーム
170. エイシンプレストン
171. テイエムオーシャン
172. ビリーヴ
173. アグネスデジタル
174. サウスヴィグラス
175. タムロチェリー&ピースオブワールド
176. ネオユニヴァース
177. ファインモーション
178. サニングデール
179. ノーリーズン
180. キングカメハメハ
181. ツルマルボーイ
182. イーグルカフェ
183. スマイルトゥモロー
184. ヒシミラクル
185. ザッツザプレンティ
186. スターリングローズ
187. マイネルセレクト
188. カルストンライトオ
189. アドマイヤドン
190. アドマイヤマックス
191. スティルインラブ
192. ゼンノロブロイ
193. タップダンスシチー
194. アドマイヤグルーヴ
195. ヘヴンリーロマンス
196. デュランダル
197. ラインクラフト
198. スズカマンボ
199. ダイワエルシエーロ&シーザリオ
200. イングランディーレ
201. ディープインパクト
202. ハーツクライ
203. ダンスインザムード
204. テレグノシス
205. タイムパラドックス
206. ソングオブウインド
207. エアメサイア
208. ハットトリック
209. バランスオブゲーム
210. ヤマニンシュクル
211. アサクサデンエン
212. メイショウボーラー
213. スイープトウショウ
214. オレハマッテルゼ
215. ダイワメジャー
216. コイウタ
217. アドマイヤムーン
218. アストンマーチャン
219. フサイチパンドラ
220. ウメノファイバー
000&シルクプリマドンナ
221. フサイチリシャール
222. ノボトゥルー
223. マイネルマックス
224. アドマイヤジュピタ
225. メイショウサムソン
226. スズカフェニックス
227. ブルーメンブラット
228. ダイワスカーレット
229. キストゥヘヴン
230. ローブデコルテ
231. マサラッキ
232. デルタブルース
233. ユートピア
234. ディープスカイ
235. スリープレスナイト
236. ヴィクトリー
237. カンパニー
238. スクリーンヒーロー
239. エイシンデピュティ
240. ウオッカ（特別版）[注 12]
241. カワカミプリンセス
242. マツリダゴッホ
243. メイショウカイドウ
244. コスモバルク
245. クイーンスプマンテ
246. ブルーコンコルド
247. ショウナンパントル
000&マイネルレコルト
248. カネヒキリ
249. ローレルゲレイロ
250. ヴァーミリアン
251. レジネッタ
252. サクセスブロッケン
253. リトルアマポーラ
254. キンシャサノキセキ
255. ショウワモダン
256. ドリームジャーニー
257. アサクサキングス
258. アロンダイト
259. アンライバルド&ダノンシャンティ
260. キャプテントゥーレ
261. ヴィクトワールピサ
262. ブエナビスタ
263. エーシンフォワード
264. シャドウゲイト
265. リンカーン
266. サンライズペガサス
267. ワンカラット
268. エアダブリン
269. シンコウキング
270. フサイチホウオー
000&トールポピー
000&アヴェンチュラ
271. ローズバド
272. アドマイヤオーラ
273. アパパネ
274. セイウンワンダー
275. エイシンアポロン
276. ヒルノダムール
277. オウケンブルースリ
278. ルーラーシップ
279. アーネストリー
280. カレンチャン
281. トランセンド
282. ローズキングダム
283. サンテミリオン&エリンコート
284. ジョーカプチーノ
285. ストロングリターン
286. ロジユニヴァース
000&ディープブリランテ
287. マルセリーナ
288. オルフェーヴル
289. エイシンフラッシュ
290. ロードカナロア
291. マイネルキッツ
292. エスポワールシチー
293. レインボーダリア
294. ジャガーメイル
295. ビッグウィーク
296. ビートブラック
297. ベルシャザール
298. テスタマッタ
299. ファイングレイン
300. ジャスタウェイ
301. グランプリボス
302. ヴィルシーナ
303. トーセンジョーダン
304. サダムパテック
305. トーセンラー
306. ホエールキャプチャ
307. フェノーメノ
308. ジェンティルドンナ
309. エピファネイア
310. キズナ
311. スピルバーグ
312. ローブティサージュ
313. ハープスター
314. ゴールドシップ
315. リアルインパクト
316. ニホンピロアワーズ
317. コパノリチャード
318. カレンブラックヒル
319. サンビスタ
320. ラキシス
321. ドゥラメンテ
322. ストレイトガール
323. ショウナンパンドラ
324. ホッコータルマエ
325. アジアエクスプレス&リオンディーズ
326. モーリス
327. メイセイオペラ
328. メジャーエンブレム&シンハライト
329. ラブリーデイ
330. トーホウジャッカル
331. ミッキーアイル
332. ダノンシャーク
333. ヌーヴォレコルト
334. マリアライト
335. グレープブランデー
336. メイショウマンボ
337. イスラボニータ
338. キタサンブラック
339. クイーンズリング
340. ディーマジェスティ&ジュエラー
341. ミッキークイーン
342. コパノリッキー
343. サトノアラジン
344. マイネルホウオウ
345. ロゴタイプ
346. レインボーライン
347. ゴールドアクター
348. サトノクラウン
349. レッドファルクス
350. サトノダイヤモンド
351. レッドリヴェール
000&ショウナンアデラ
000&ゴスホークケン
352. ファインニードル
353. ジュールポレール
354. ビッグアーサー&アルフレード
355. ミッキーロケット
356. アドマイヤリード
357. スノードラゴン
358. レーヌミノル&モズカッチャン
359. モーニン
360. リスグラシュー
361. アルアイン
362. アエロリット
363. レイデオロ
364. ソウルスターリング
365. ワンアンドオンリー
000&ロジャーバローズ
366. レッツゴードンキ
367. シュヴァルグラン
368. スワーヴリチャード
369. コスモサンビーム
000&ジョワドヴィーヴル
370. テイエムプリキュア
371. アンジュデジール
372. アーモンドアイ
373. ラッキーライラック
374. フィエールマン
375. モズアスコット
376. サートゥルナーリア
377. エポカドーロ&ミスターメロディ
378. タワーオブロンドン
379. ファビラスラフイン&アインブライド
380. ダノンプレミアム
381. アドマイヤマーズ
382. ダノンプラチナ
383. ゴールドドリーム
384. コントレイル
385. セイウンコウセイ
386. ワグネリアン
387. グランアレグリア
388. クロノジェネシス
389. ノームコア
390. レッドディザイア&レーヴディソール
391. キセキ
392. インディチャンプ
393. ブラストワンピース
394. ダノンファンタジー
395. インティ
396. ステルヴィオ
397. レイパパレ
398. マカヒキ
399. ダノンキングリー
400. オジュウチョウサン 前編
401. オジュウチョウサン 後編
402. ディアドラ
403. ジャンダルム
404. サリオス
405. ラヴズオンリーユー
406. レシステンシア
407. チュウワウィザード
408. ダノンスマッシュ
409. エフフォーリア
410. ユーバーレーベン
411. ソングライン
412. タイトルホルダー
413. アスクビクターモア
414. アカイトリノムスメ&ブラックエンブレム
415. デアリングタクト
416. ダノンザキッド
417. ソダシ
418. テーオーケインズ
419. カフェファラオ
420. ナランフレグ
421. ジャスティンミラノ&サークルオブライフ
422. スターズオンアース
423. ドウデュース
424. シュネルマイスター
425. メイケイエール
426. スタニングローズ